# Nagykovácsi
Nagykovácsi là một làng thuộc hạt Pest, Hungary. Làng này có diện tích 30,01 km², dân số năm 2010 là 6404 người, mật độ 213 người/km².